# Diplycosia subglobularis
Diplycosia subglobularis är en ljungväxtart som beskrevs av Herman Otto Sleumer. Diplycosia subglobularis ingår i släktet Diplycosia och familjen ljungväxter. Inga underarter finns listade i Catalogue of Life.